# Zweiter Burghof (Prager Burg)

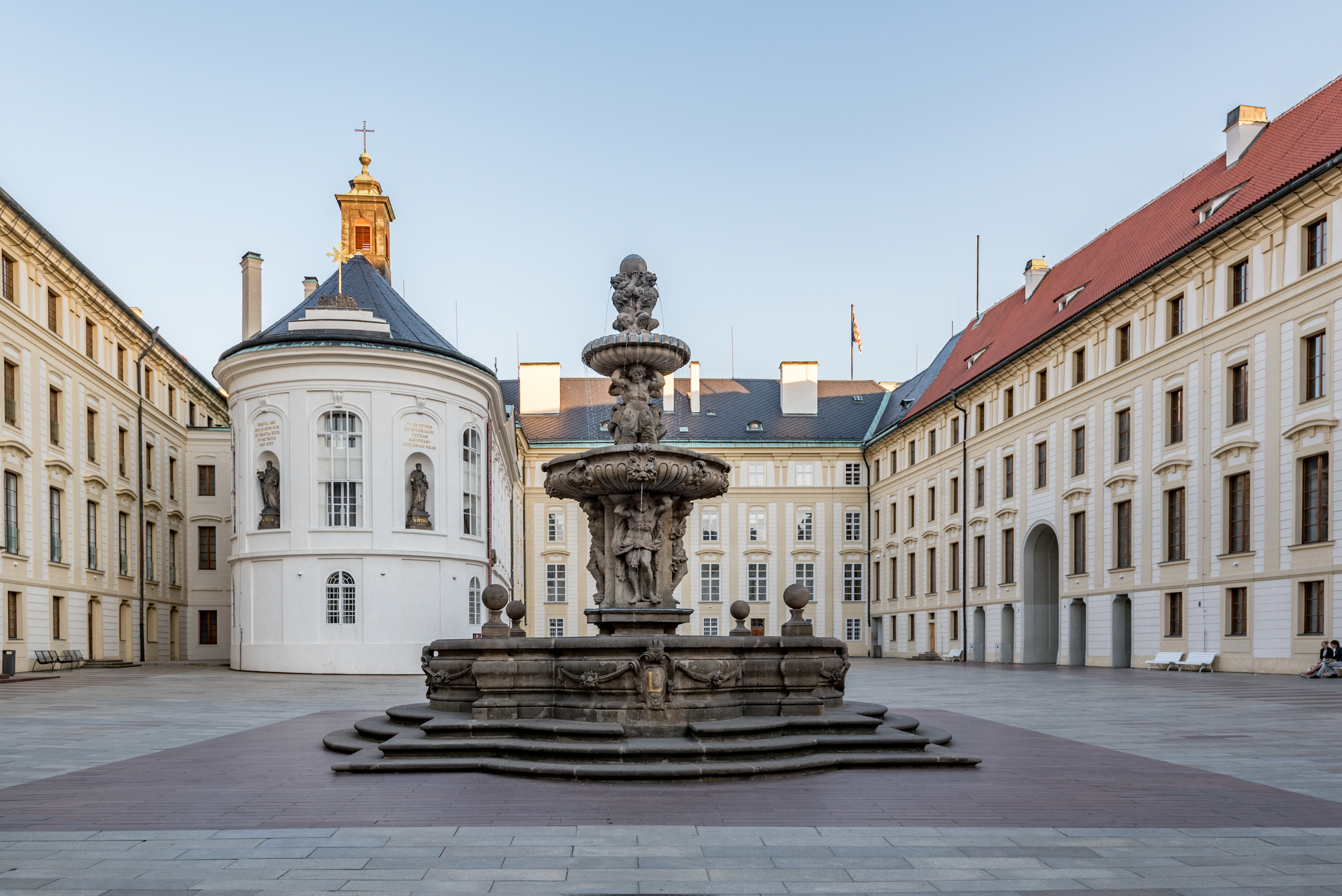
Der zweite Burghof, Blick nach Süden. In der Mitte der Kohl-Brunnen, dahinter die Heilig-Kreuz-Kapelle.

Der Zweite Burghof der Prager Burg (tschechisch Druhé nádvoří Pražského hradu) ist einer der vier Innenhöfe der Prager Burg. Hier treffen sich die Hauptzugangswege zur Burg von Norden über die Brücke Prašný most (Pulverbrücke) und von Westen vom Hradschiner Platz durch den ersten Burghof und das Matthiastor. Ein kleinerer Eingang führt vom Hradschiner Platz durch den vierten Burghof. Die Gebäude rund um den Platz haben eine einheitliche klassizistische Fassade aus dem 18. Jahrhundert. In den Burghof ragt von Süden her die Heilig-Kreuz-Kapelle aus dem 18. Jahrhundert hinein, in der Mitte steht der monumentale barocke Kohl-Brunnen, an der Nordseite befindet sich der Eingang zur Gemäldegalerie der Prager Burg. Vom zweiten Burghof aus führt ein Durchgang zum dritten Burghof, dem Zentrum der Prager Burg mit dem Veitsdom.

## Geschichte

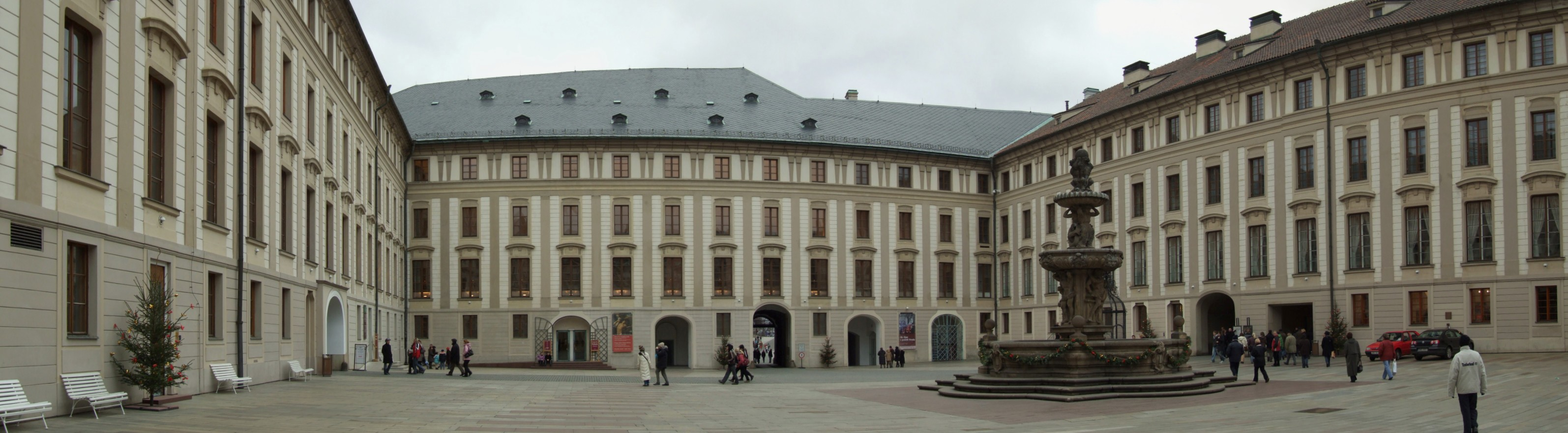
Blick nach Norden. Portale: Links: Durchgang zum vierten Burghof, Mitte: Eingang zur Gemäldegalerie, daneben das Nordtor und Císařská konírna, Rechts: Durchgang zum dritten Burghof.

Im Bereich des heutigen zweiten Burghofes befand sich im Mittelalter die Vorburg, die außerhalb der Burgmauern lag. Teile dieser romanischen Mauer wurden freigelegt und sind heute im Durchgang zum dritten Burghof sichtbar. Die Südseite war durch den Weißen Turm (nicht zu verwechseln mit dem gleichnamigen Tum auf der Nordseite der Prager Burg) aus dem 12. Jahrhundert geschützt, weiter nördlich stand der Bischofsturm aus dem 13. Jahrhundert. Der Bischofsturm wurde später Mathematischer Turm genannt, weil sich auf seinem Flachdach die Sternwarte der rudolfinischen Sterndeuter befand. Der Weiße Turm ist heute in den mittleren Flügel integriert, der Bischofsturm ist verschwunden. Ottokar II. Přemysl ließ im 13. Jahrhundert zusätzliche Burggräben anlegen und die Vorburg zu einem mächtigen Befestigungssystem ausbauen, das die Burg vor Feinden schützte.
In der Renaissance wurde das Areal grundlegend umgestaltet. Unter Ferdinand I. entstand im 16. Jahrhundert der nördliche Burgeingang, der den Burghof mit dem neu errichteten Königlichen Garten mit dem Lusthaus der Königin Anna verband. Unter Rudolf II. wurde an der südlichen Burgmauer, westlich des mittelalterlichen Alten Königspalastes, der sogenannte Sommerpalast errichtet. An der Nordseite des Burghofes entstanden zu beiden Seiten des Burgtores Marställe für die edlen spanischen Pferde des Kaisers und im Obergeschoss Ausstellungsräume für die umfangreichen kaiserlichen Sammlungen, der heutige Spanische Saal und die Rudolfsgalerie. Ein langes, zweigeschossiges Korridorhaus, das in den 1570er und 1580er Jahren nach einem Projekt von Giovanni Gargioli entlang der damaligen Westmauer der Burg errichtet wurde, verband den südlichen Sommerpalast mit dem Nordflügel mit den Repräsentationsräumen und beherbergte ebenfalls Teile der rudolfinischen Sammlungen. Das Korridorhaus trennt den heutigen zweiten und dritten Burghof. An der Westseite entstand das Matthiastor als repräsentativer Burgeingang.
Seine heutige Gestalt erhielt der zweite Burghof durch den theresianischen Umbau der Burg Mitte des 18. Jahrhunderts durch den Hofarchitekten Nikolaus von Pacassi. Die gesamte Westseite wurde neu errichtet und auch die übrigen Gebäude erhielten eine neue einheitliche Fassade. In diese Zeit fällt auch der Bau der Heilig-Kreuz-Kapelle, die ihre heutige Gestalt Mitte des 19. Jahrhunderts erhielt.
In den 1960er Jahren wurde in den ehemaligen Marställen Rudolfs II. im Erdgeschoss des Nord- und Westflügels die Gemäldegalerie eingerichtet und der Platz nach einem Entwurf von Jaroslav Fragner neu gepflastert. In den 1990er Jahren gestaltete der Architekt Bořek Šípek die Gebäudeeingänge neu, insbesondere auch den Eingang zum Büro des Präsidenten der Republik neben der Heilig-Kreuz-Kapelle. Der Eingang zur Gemäldegalerie wurde in den Burghof verlegt und die ehemaligen Marställe rechts vom nördlichen Burgtor wurden zu Ausstellungsräumen unter dem Namen Císařská konírna (Kaiserliche Stallungen) umgebaut.

## Gebäude und Objekte

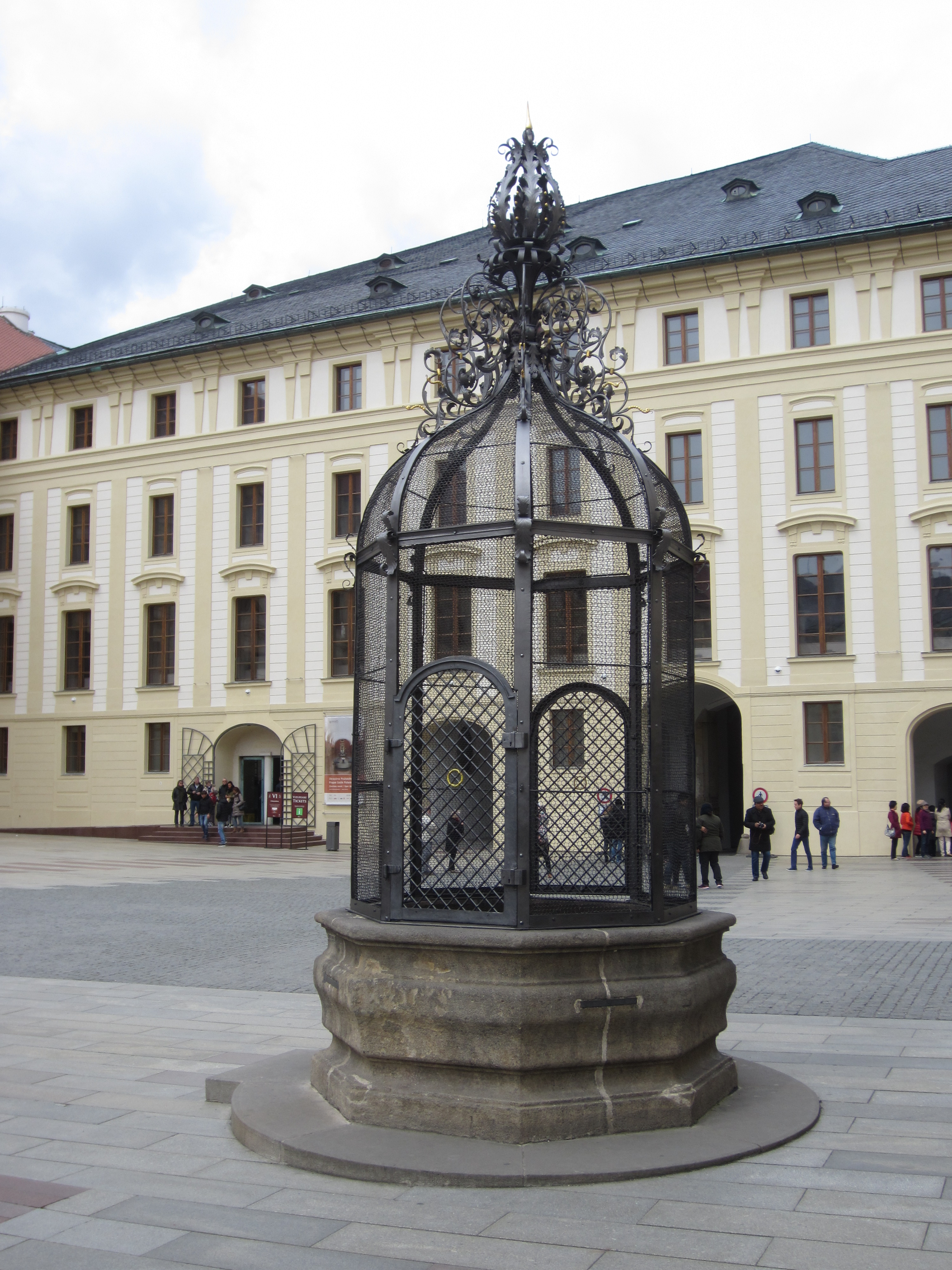
Der Ziehbrunnen auf dem zweiten Burghof

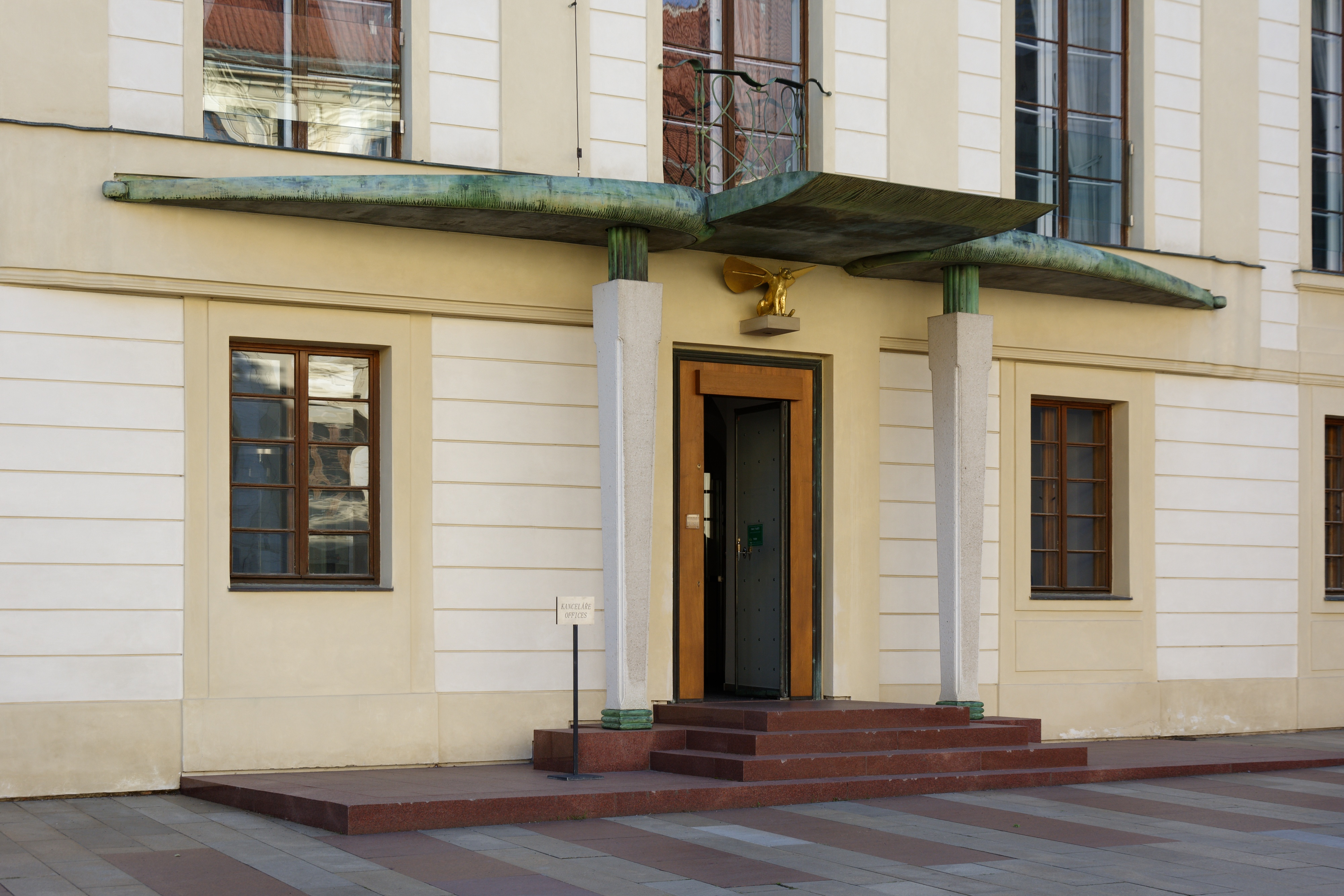
Eingang zum Büro des Präsidenten

Die den zweiten Burghof umgebenden Gebäude gehören zum sogenannten Neuen Königspalast. Mit diesem Begriff werden Gebäude im westlichen Teil der Prager Burg bezeichnet, die im 18. Jahrhundert unter Kaiserin Maria Theresia unter einer einheitlichen klassizistischen Fassade zusammengefasst wurden. 
- Der Nordflügel stammt aus der Zeit Rudolfs II. und wurde im 18. Jahrhundert von Pacassi umgebaut. Im Nordflügel befinden sich:
  - Der Spanische Saal und die Rudolfsgalerie im Obergeschoss, ursprünglich Ausstellungsräume der Rudolfinischen Sammlungen, heute (nicht öffentlich zugängliche) staatliche Repräsentationsräume.
  - Die Gemäldegalerie der Prager Burg im ehemaligen kaiserlichen Marstall und teilweise im angrenzenden westlichen Eingangsflügel. Die ständige Ausstellung zeigt die wertvollsten Exponate aus der Gemäldesammlung der Prager Burg. Die Sammlung gehört zu den ältesten Gemäldesammlungen Tschechiens und geht in ihren Ursprüngen bis auf Kaiser Rudolf II. zurück.
  - Das nördliche Burgtor – Eingang in die Prager Burg von der Brücke Prašný most über den Hirschgraben. Im Inneren des Durchgangs befinden sich ein rudolfinisches Tor aus massiven Sandsteinblöcken und das ursprüngliche Portal zum kaiserlichen Marstall.
  - Die kaiserlichen Marställe rechts vom Burgtor dienen heute als Ausstellungsräume.
- Der mittlere Flügel, zwischen dem zweiten und dritten Burghof. Vor der romanischen Befestigung der Burg wurde hier unter Rudolf II. ein langes zweigeschossiges Korridorhaus errichtet, das den Süd- und Nordflügel verband und der Ausstellung der rudolfinischen Sammlungen diente. Unter anderem befand sich hier die berühmte Rudolfinische Kunstkammer mit naturkundlichen Sammlungen und Kuriositäten aus vielen Ländern. Das Gebäude wurde im 18. Jahrhundert von Pacassi umgebaut. Im mittleren Flügel befinden sich:
  - Durchgang zum dritten Burghof mit dem Veitsdom. Im Durchgang ist ein freigelegter Teil der romanischen Burgbefestigung zu sehen.
  - Büro des Präsidenten der Republik. Der Eingang wurde 1997 vom Architekten Bořek Šípek umgestaltet und befindet sich neben der Heilig-Kreuz-Kapelle.[2]
- Die Heilig-Kreuz-Kapelle ragt an der südöstlichen Ecke in den zweiten Burghof hinein. Die ursprünglich barocke Kapelle wurde im 18. Jahrhundert von Anselmo Lurago erbaut, Mitte des 19. Jahrhunderts erweitert und außen klassizistisch umgestaltet. Den Eingang schmücken Statuen der Apostel Petrus und Paulus von Emanuel Max von Wachstein aus dem Jahr 1854. Die Kapelle beherbergte zeitweilig den Prager Domschatz.[2]
- Der Südflügel – ursprünglich ein repräsentativer Wohnpalast Rudolfs II., im 18. Jahrhundert von Pacassi umgebaut. Heute befinden sich im Südflügel die Repräsentationsräume des Präsidenten der Republik, der Thronsaal (in dem der Präsident Diplomaten zu Audienzen empfängt), der Brožík-Saal, der Spiegelsaal, der Gesellschaftssaal und der Musiksaal.
- Der Eingangsflügel (Westflügel) wurde im 18. Jahrhundert errichtet. Im Eingangsflügel befinden sich:
  - Durchgang in den vierten Burghof. Hinter einer Glasscheibe sind hier Überreste der Marienkirche aus dem 9. Jahrhundert zu sehen, der ältesten Kirche Prags, die bei archäologischen Ausgrabungen in den 1950er Jahren freigelegt wurden.
  - Durchgang zum barocken Matthiastor und zum ersten Burghof. Vom Durchgang führt nach links eine Treppe zu den Repräsentationsräumen im Südflügel und nach rechts die Säulenhalle mit einem prunkvollen Treppenaufgang zu den Repräsentationsräumen im Nordflügel.
- Der barocke Kohl-Brunnen in der Mitte des zweiten Burghofes. Der monumentale Sandsteinbrunnen von Francesco della Torre aus dem Jahr 1686 ist reich mit Plastiken des Bildhauers Hieronymus Kohl geschmückt. Der Brunnen wird wegen seines Figurenschmucks auch Löwenbrunnen und, da er unter Kaiser Leopold I. errichtet wurde, auch Leopoldsbrunnen genannt. Das untere Becken ruht auf drei Steinstufen. Das obere Becken wird von einer Kugel gekrönt, die von drei Löwen getragen wird.
- Daneben befindet sich ein Ziehbrunnen mit schmiedeeisernem Ziergitter aus dem frühen 18. Jahrhundert.[2]